# 플라스마 디스플레이
플라스마 디스플레이(plasma display), 또는 플라스마 디스플레이 패널(PDP, Plasma Display Panel)은 플라스마의 전기방전을 이용한 화상표시 장치이고 평판 디스플레이(FPD)의 한 종류이다.
플라스마 디스플레이는 저가형 LCD와의 경쟁 및 더 값비싼 고대비 OLED 평면 패널 디스플레이에 밀려 시장 점유율을 대부분 잃었다. 미국 시장을 위한 제조는 2014년 끝났으며, 중국 시장을 위한 생산은 2016년 말에 끝날 것으로 예측된다.

## 역사

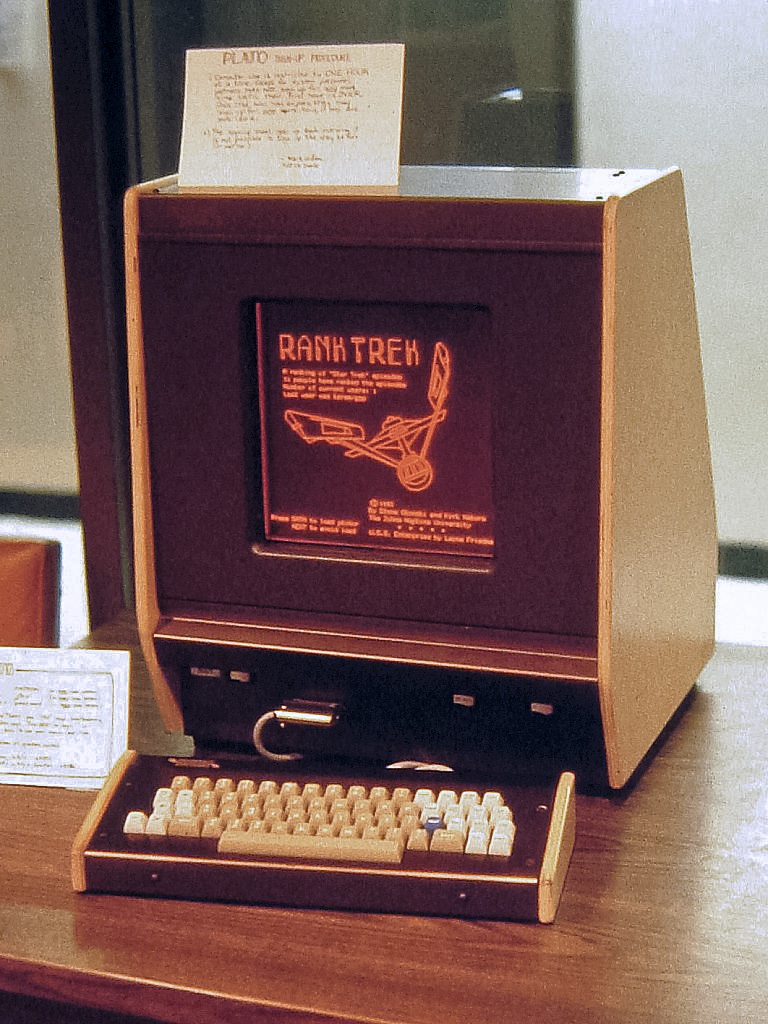
플라스마 디스플레이는 PLATO 컴퓨터 터미널에 처음 사용되었다. PLATO V 모델은 1981년 디스플레이의 모노크롬 형태의 오렌지빛 화면을 보여주었다.

1936년, 헝가리의 엔지니어 컬먼 티허니는 플라스마 텔레비전의 원리를 기술하였고 최초의 평면 디스플레이 시스템을 구상하였다.
PDP는 1964년에 PLATO Computer System이란 회사를 위해서 일리노이 주립대학 Urbarna-Champaign의 도널드 비처(Donald L. Bitzer)와 진 슬로토우(H. Gene Slottow)가 발명하였다. 1970년대 초, 초기의 단색 PDP(주로 오렌지나 녹색)는 영상을 갱신하기 위해 메모리나 전기 회로가 필요하지 않았기 때문에 큰 인기를 얻었다. 하지만 1970년대 후반부터 음극선관(CRT) 텔레비전에 쓰이던 반도체 메모리를 플라스마보다 싼 값에 생산할 수 있게 되자 판매가 감소하기 시작했다. 그 뒤, 1997년에 파이오니어 주식회사가 상업용 플라스마 텔레비전을 최초로 시판하였다. 화면 크기는 1992년 21인치에서 발전하여 2006년 라스베이거스에서 열린 Consumer Electronic Show에서는 파나소닉의 103인치 PDP TV가 발표되었다.

## 개요
PDP는 비교적 얇게 만들 수 있고, LCD보다 싼 값으로 더 크게 만들 수 있으며, 시야각이 더 넓다. 색상과 채도가 크며, 반응 시간이 빠르다. 형광체인 인의 수명이 있어서 100,000 시간 이상 사용하면 밝기가 점점 감소하기 때문에 LCD와 마찬가지로 나중에는 패널을 교체해야 한다. 40인치의 경우 전력 소모량이 300와트에 달하여 전력 소비가 큰 편이다.

## 네이티브 플라스마 텔레비전 해상도

### 선명 플라스마 텔레비전
초기의 플라스마 텔레비전은 848x480 (단종) 또는 853x480의 선명(enhanced-definition, ED) 해상도를 갖추었으며 들어오는 고선명 비디오 신호는 네이티브 디스플레이 해상도와 일치시키기 위해 다운스케일링되었다.

#### ED 해상도
다음의 ED 해상도들은 HD 디스플레이 도입 전에 일반화되었으나, HD 디스플레이를 선호함에 따라 점차 모습을 감추게 되었다. ED 디스플레이의 전반적인 화소 수는 SD PAL 디스플레이의 화소 수 보다 낮다. (각각 853x480 vs 720x576)
- 840×480p
- 853×480p

### 고선명 플라스마 텔레비전
초기의 고선명(HD) 플라스마 디스플레이들은 1024x1024의 해상도를 갖추었으며 후지쯔/히타치가 제조한 ALiS(alternate lighting of surfaces) 패널이었다. 이들은 정사각형 화소가 아닌, 인터레이스 방식의 디스플레이였다.
현대의 HDTV 플라스마 텔레비전들은 보통 수많은 42인치 플라스마 화면에서 볼 수 있는 1,024×768, 50인치, 60인치, 65인치 플라스마 화면에서 볼 수 있는 1,280×768, 1,366×768, 42인치부터 103인치까지의 플라스마 화면 크기에서 볼 수 있는 1920x1080로 되어 있다. 이 디스플레이들은 일반적으로 프로그레시브 방식의 디스플레이에, 정사각형 화소를 지니고 있으며 들어오는 표준 품질의 신호를 네이티브 디스플레이 해상도에 일치시키기 위해 업스케일링한다. 1024x768 해상도의 경우 720p 콘텐츠의 다운스케일링을 요구한다.

#### HD 해상도
- 1024×1024
- 1024×768
- 1280×768
- 1366×768
- 1280×1080
- 1920×1080

## 구조

플라스마 디스플레이 패널의 구성.

플라스마 디스플레이의 패널은 2개의 유리 패널 사이에 수백만의 조그마한 칸들을 이룬다. 이 칸들은 전구(bulb)나 셀(cell)이라고도 하며, 비활성 기체 및 극소량의 그 밖의 기체(예: 수은 증기)의 혼합물을 보유하고 있다.

## 명암비
명암비는 영상의 가장 밝은 부분과 가장 어두운 부분 사이의 차이이다. 일반적으로, 명암비가 높을수록 더 사실적인 영상이 만들어진다.(그러나 영상의 사실성은 색의 재현성 등의 수많은 요소에 의존한다.) 플라스마 디스플레이의 명암비는 종종 5,000,000:1로 광고된다.

## 환경적 요인
플라스마 화면은 에너지 소비 효율성 측면에서 CRT와 LCD 화면에 비해 떨어진다. 에너지 소비를 줄이기 위해, 새로운 기술들이 발견되고 있다.

## 같이 보기
- DLP
- LCD
- LED
- OLED